# Gonzalo Galguera

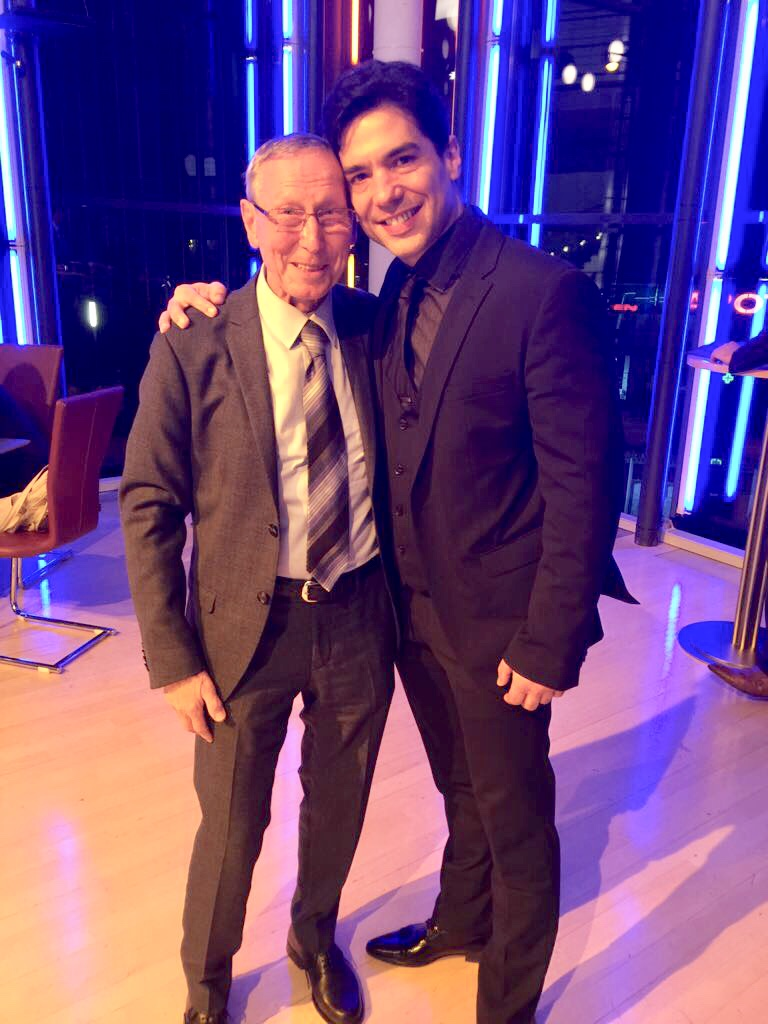
Tom Schilling und Gonzalo Galguera

Gonzalo Galguera (* 3. April 1969 in Camagüey, Kuba) ist ein kubanisch-deutscher Balletttänzer, Ballettdirektor und Choreograf.

## Leben und Wirken
Gonzalo Galguera wurde in Camagüey, Kuba geboren. Seine Ausbildung absolvierte er an der Escuela Nacional de Ballet de Cuba in Havanna. Seine professionelle Karriere begann beim Ballet de Camagüey unter der Leitung von Fernando Alonso.
Schon als junger Ballettstudent kreierte Gonzalo Galguera eigene Stücke für die Ballettschule. Es folgten Engagements beim Joven Guardia (Junges Ensemble) des Nationalballett Kubas unter der Leitung von Alicia Alonso, Ballet Municipal de Lima sowie Ballet Clásico de Madrid de María de Ávila. Im Jahr 1990 engagierte ihn der Choreograf Tom Schilling in der Komischen Oper Berlin (heutiges Staatsballett Berlin). Unter seiner Leitung wurde Gonzalo Galguera künstlerisch geprägt und gefördert. Im Jahr 2001 konnte Johannes Felsenstein ihn als Ballettdirektor des Dessauer Balletts gewinnen. Felsenstein billigte dem jungen Choreografen künstlerische Autonomie und Entfaltung zu. In diese Zeit entstanden zahlreiche Handlungsballette, symphonische Werke und zeitgenössische Stücke, die dem Dessauer Ballett Erfolge und Anerkennung verliehen.

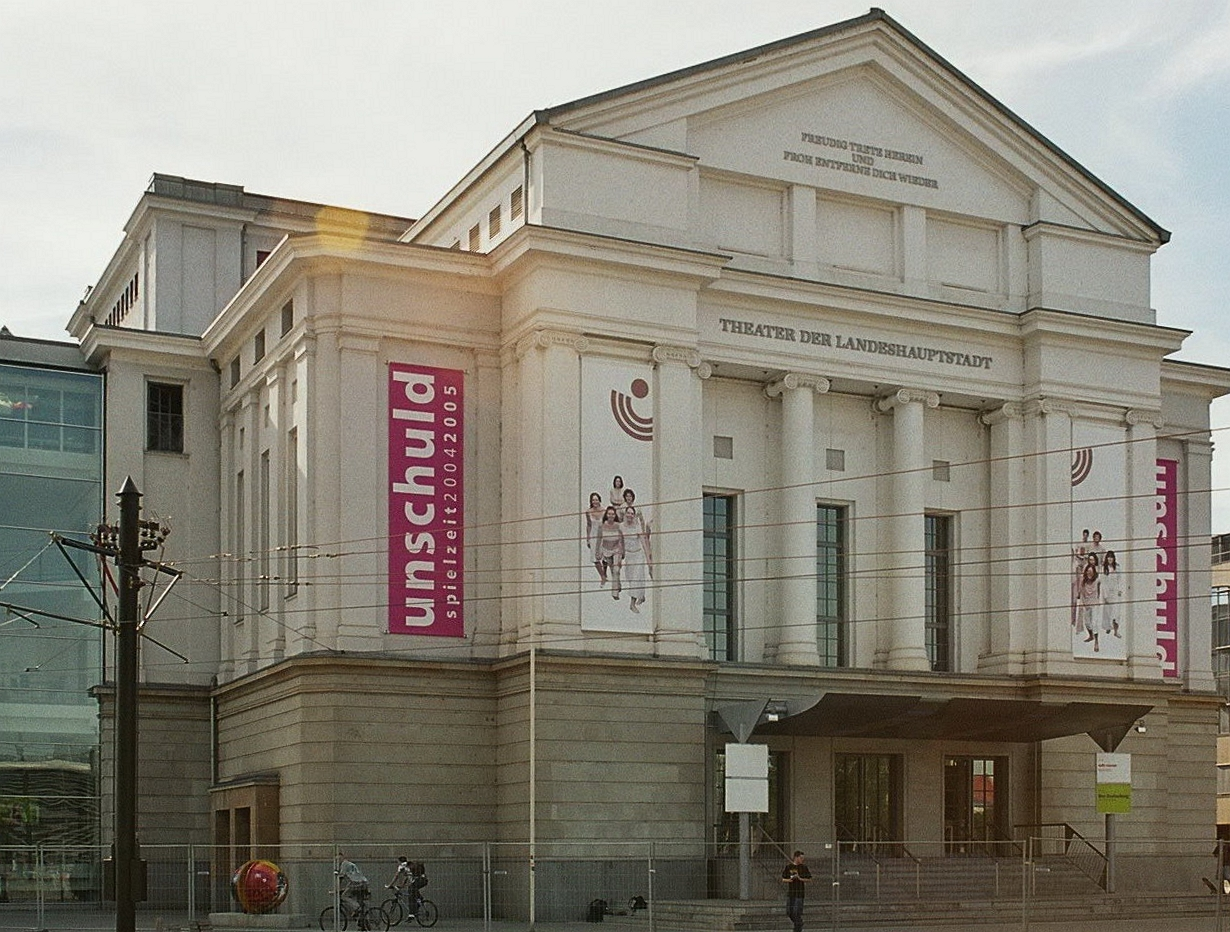
Das Opernhaus in Magdeburg

Tobias Wellemeyer als ehemaliger Intendant des Theater Magdeburg holte Gonzalo Galguera 2006 als Ballettdirektor in das Theater der Landeshauptstadt. Die Neugestaltung des Balletts Magdeburg beschränkte sich nicht nur auf eine bestimmte Stilistik. Durch seine choreografische Entwicklung entstand ein umfangreiches Repertoire an Klassischen akademischen Handlungsballetten, Balletts mit literarischen Vorlagen symphonische und sakrale Werke sowie abstrakte und zeitgenössische Kammerstücke. Von 2015 bis 2018 wurde ihm die Ballettdirektion und künstlerische Leitung des Compañia Colombiana de Ballet (Incolballet) übertragen.
Weiterhin arbeitete Gonzalo Galguera gemeinsam mit seiner Kompanie, dem Ballett Magdeburg.
Gonzalo Galguera war Jurymitglied bei internationalen Ballettwettbewerben in Europa und den USA u a. Danza Si in Rom, (Italien), World Dance Award in Mailand, Worldcoup Dance in Venedig, Dance Open in Miami.
Am 27. April 2021 wurde bekannt, dass der designierte Generalintendant des Theater Magdeburg, Julien Chavaz, eine Verlängerung des Vertrages von Galguera über die Spielzeit 2020/21 hinaus nicht befürwortet hat.

## Inszenierungen
- Luces del Sue von Medina, Deutsche Oper Berlin im November 1992[4]
- Poema Aparte von Mickey Hart, Deutsche Oper Berlin im November 1992
- Unendliches Werden mit Indian Traditional Music, Akademie der Künste Berlin im Mai 1993
- Diferentes Diferentias von N.W., Akademie der Künste Berlin im Mai 1994
- Tronic Suite von Winfred Altmann, Podewil Berlin im November 1995
- Suite Subtil von Josef Haydn und Wolfgang Amadeus Mozart, Havanna Kuba im Oktober 1997
- Euphorion (Faust 2) von Claude Debussy, Anhaltisches Theater Dessau im Mai 1998
- Goya von Jaquín Rodrigo und Camille Saint-Saëns, Anhaltisches Theater Dessau im Oktober 1998
- Dorn, Zarter Dorn von Antonio Vivaldi, Anhaltisches Theater Dessau im Oktober 1998
- Pilger vom Tomas San Miguel, Komische Oper Berlin und Havanna Kuba im Oktober 1998
- Bach Con-Cierto von Johann Sebastian Bach, Havanna Kuba im September 1999
- 7. Sinfonie von Ludwig van Beethoven, Anhaltisches Theater Dessau im Oktober 1999
- Carmen von Rodion Tschedrin und Lecuona, Anhaltisches Theater Dessau und Theater St. Gallen im Oktober 1999
- Instante von Ketil Bjornstad, Havanna Kuba im Oktober 1999
- h-Moll-Messe von Johann Sebastian Bach, Anhaltisches Theater Dessau im April 2000
- Beauty Instinct von Tecno Project, Anhaltisches Theater Dessau im Oktober 2000
- Die Vier Jahreszeiten von Antonio Vivaldi, Anhaltisches Theater Dessau im April 2001[5]
- Sueños de Tango von Astor Piazzolla, Anhaltisches Theater Dessau und Theater St. Gallen im April 2001
- Sag mir nicht Adieu von Zarah Leander, Anhaltisches Theater Dessau im Jahre 2002
- 4. Sinfonie von Franz Schubert, Anhaltisches Theater Dessau im Jahre 2002
- Cum Angelis von Hildegard von Bingen,  Anhaltisches Theater Magdeburg im Jahre 2002
- Romeo und Julia von Sergei Prokofjew im Jahre 2002
- Schwanensee vom Pjotr Iljitsch Tschaikowski, Anhaltisches Theater Dessau im Februar 2003
- Der Nussknacker von Pjotr Iljitsch Tschaikowski,  Anhaltisches Theater Dessau im Oktober 2003
- Ausnahmezustand von Philip Glass, Anhaltisches Theater Dessau im Januar 2004
- A los aires von Narco Tango, Festival internacional de Ballet de La Habana/Kuba im Oktober 2004
- 2. Sinfonie von Johannes Brahms, Theater Magdeburg und Nationalballett Kuba im Januar 2005
- Terra Nostra von Vicente Amigo, Theater Magdeburg im Januar 2005
- Cantus Perpetuus von Karl Jenkins, Theater Magdeburg im Januar 2005
- Maria de Buenos Aires von Astor Piazzolla, Theater Magdeburg im Januar 2006
- Requiem vom Wolfgang Amadeus Mozart, Theater Magdeburg im November 2006
- Keine Schmerzen mit Musik von Schneewittchen, Theater Magdeburg im Januar 2007
- Aschenbrödel von Sergei Sergejewitsch Prokofjew, Theater Magdeburg im Mai 2007
- Die verlorenen Schritte von Georg Philipp Telemann, Theater Magdeburg im Februar 2008
- Zweites Klavierkonzert von Dimitri Schostakowitsch, Theater Magdeburg im Mai 2008
- Seelenträume von Alfred Schnittke, Theater Magdeburg im Mai 2008
- Die Schicksalssinfonie von Pjotr Iljitsch Tschaikowski, Theater Magdeburg im Mai 2008
- Abendtraum von Ludwig van Beethoven, Theater Magdeburg im September 2008
- Manon Lescaut von Jules Massenet, Theater Magdeburg im Mai 2009
- Heilig von Franz Liszt und Giovanni Battista Pergolesi, Theater Magdeburg im Oktober 2009
- Der Nussknacker von Pjotr Iljitsch Tschaikowski, Theater Magdeburg im November 2009
- Debütantenball von Jacques Offenbach und Richard Strauss, Theater Magdeburg im Mai 2010
- Stürmische Höhen von Jan Michel Schönberg, Theater Magdeburg im April 2011
- Don Quichote von Léon Minkus, Theater Magdeburg im Oktober 2011
- Bolero von Maurice Ravel, Theater Magdeburg im Juni 2012
- Kubanische Ouvertüre von George Gershwin, Theater Magdeburg im Juni 2012
- La Consagración de la Primavera von Carl Orff, Kolumbien im Juni 2012
- Carmina Burana von Carl Orff, Theater Magdeburg im Juni 2012
- Sinfonia Vivante von Georges Bizet, Theater Magdeburg im Oktober 2012
- Poem von Ernest Chausson, Theater Magdeburg im Oktober 2012
- Studien von Erik Satie, Theater Magdeburg im Oktober 2012
- Romeo und Julia von Sergei Sergejewitsch Prokofjew, Theater Magdeburg im Februar 2013
- La Sylphide von Herman Lovenskiold, Theater Magdeburg im Oktober 2013
- Le Sacre du printemps von Igor Strawinsky, Theater Magdeburg im April 2014
- 3. Sinfonie von Arvo Pärt, Theater Magdeburg im Juni 2014
- Lorca von Maria la Burra, Theater Magdeburg im Oktober 2014
- Don Quichote von Léon Minkus, Companǐa colombiana de Ballet/Kolumbien im April 2014
- Dornröschen von Pjotr Iljitsch Tschaikowski, Theater Magdeburg im April 2015
- Miracle, Theater Magdeburg im Mai 2015
- Stabat Mater von Gioachino Rossini, Theater Magdeburg im Oktober 2015
- Der Nussknacker von Pjotr Iljitsch Tschaikowski, Companǐa colombiana de Ballet/Kolumbien im November 2015
- Coppelia von Leo Delibes, Theater Magdeburg im April 2016
- Die Wahlverwandtschaften von Franz Schubert und Thomas Duda, Theater Magdeburg im Oktober 2016
- Carmina Burana von Carl Orff, Companǐa colombiana de Ballet/Kolumbien im Juni 2016
- Bolero von Maurice Ravel, Companǐa colombiana de Ballet/Kolumbien im Februar 2016
- Le Corsaire von Cesare Pugni und Adolphe Adam, Theater Magdeburg im April 2017
- America Noir von Aaron Copland, Theater Magdeburg im September 2017
- Raymonda von Alexander Glasunow, Theater Magdeburg im April 2018
- Diva von Thomas Duda, Theater Magdeburg im September 2018
- Dracula von Sergei Rachmaninow, Theater Magdeburg im April 2019[6]
- La Fille Mal Gardee von Peter Ludwig Hertel u. a., Theater Magdeburg im September 2019
- Der Zauberladen/Petrouschka von Ottorino Respighi (nach Rossini) und Igor Strawinsky, Theater Magdeburg im Februar 2020

## Auszeichnungen
- 1984: 2. Preis des nationalen Choreografiewettbewerb, Havanna
- 1989: Bester Tänzer bei dem Lateinamerikanischen Ballettwettbewerb in Lima (Peru)
- 1998: 1. Preis Iberoamerikanischer Choreografiewettbewerb, SGAE Madrid (Spanien)
- 1999: Nominierung „Bester junger Choreograf“ der Fachzeitschrift Ballett International
- 2009: Magdeburger des Jahres
- 2012: Ehrenpreis des Theater Magdeburg
- 2014 und 2015: Auszeichnung „Bester Choreograf des Jahres“ der französischen Zeitschrift Danser/Anerkennung seiner Kompanie
- 2017 und 2018: Nominierung des Ballett Magdeburg „Kompanie des Jahres“ unter der Leitung von Gonzalo Galguera, Kritikerumfrage in der Fachzeitschrift Tanz und Dancing Times
- 2019: Nominierung „Beste Choreografie des Jahres“ der Fachzeitschrift Tanz für sein Ballett Dracula[7]
- 2021: italienischer Tanzpreis „Lo Schiaccianoci d’oro“ (Der Goldene Nussknacker) vom internationalen Festival des Tanz in Nepi[8]
- 2021: italienischer Tanzpreis „Premio delle Eccellenze della Danaza“ in der Kategorie internationale Choreografie[9]